# Aegidienkirche (Braunschweig)

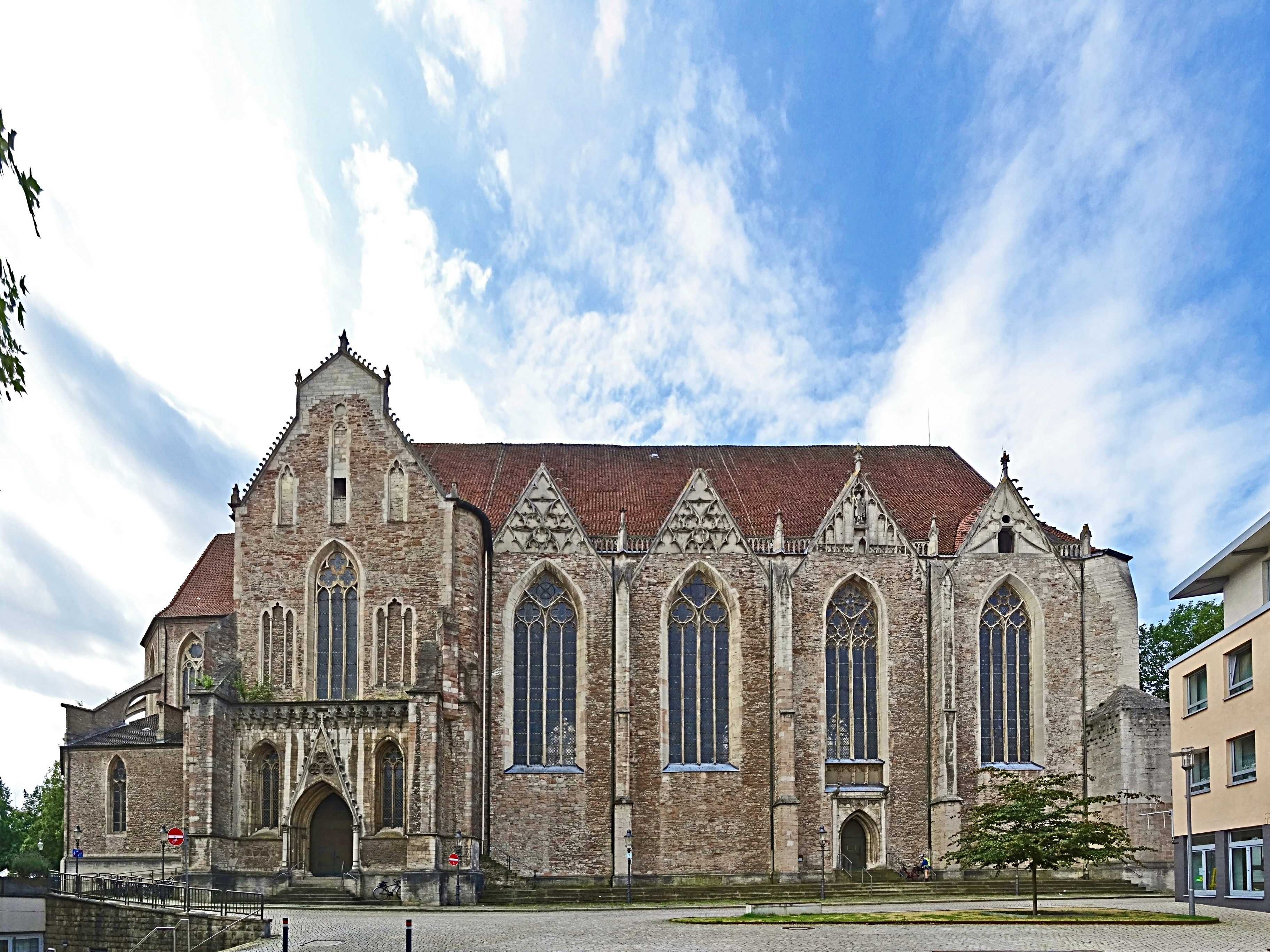
Aegidienkirche von Norden

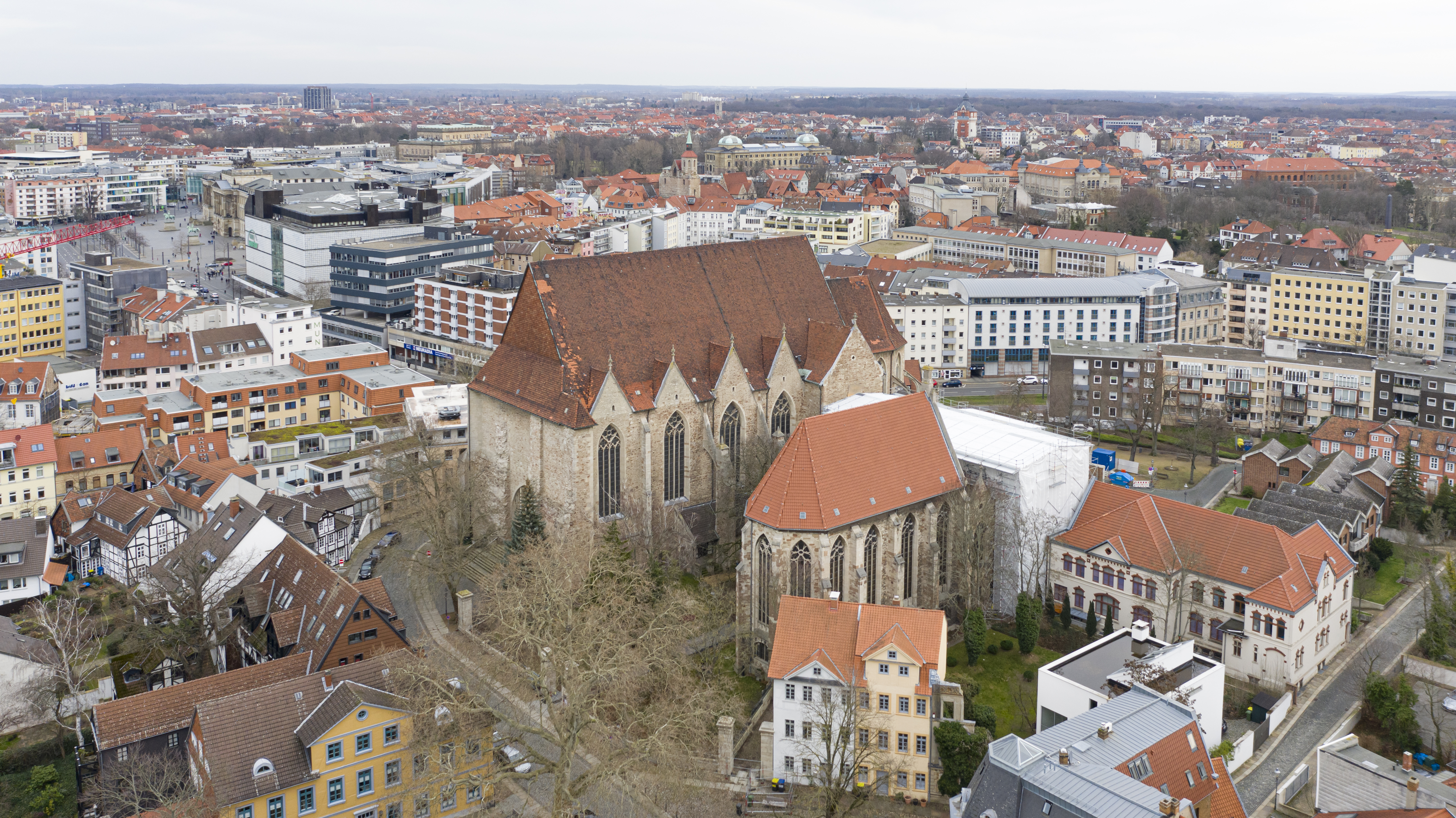
Blick von Südosten auf die Aegidienkirche

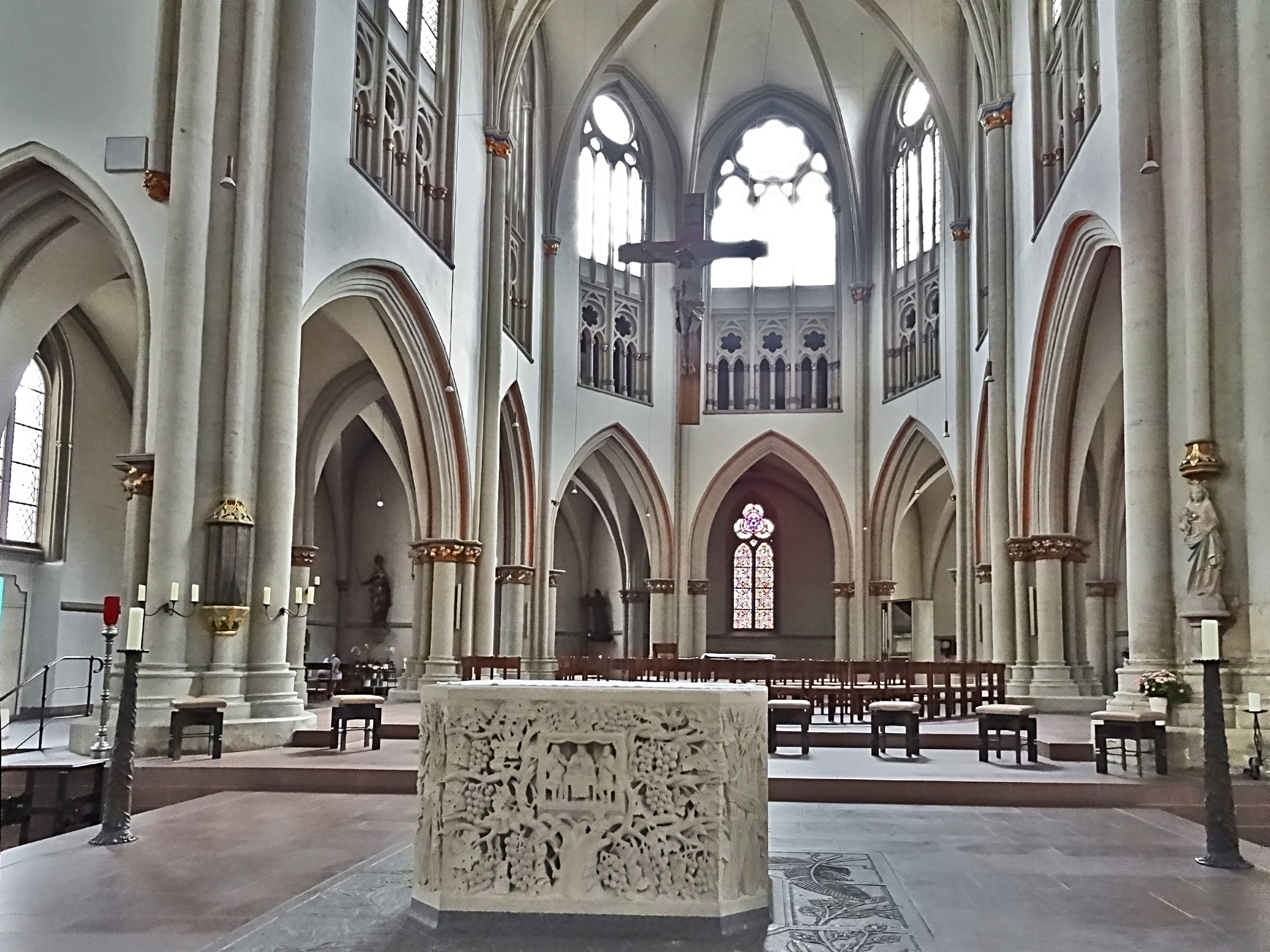
Innenansicht mit Blick in den Chorraum

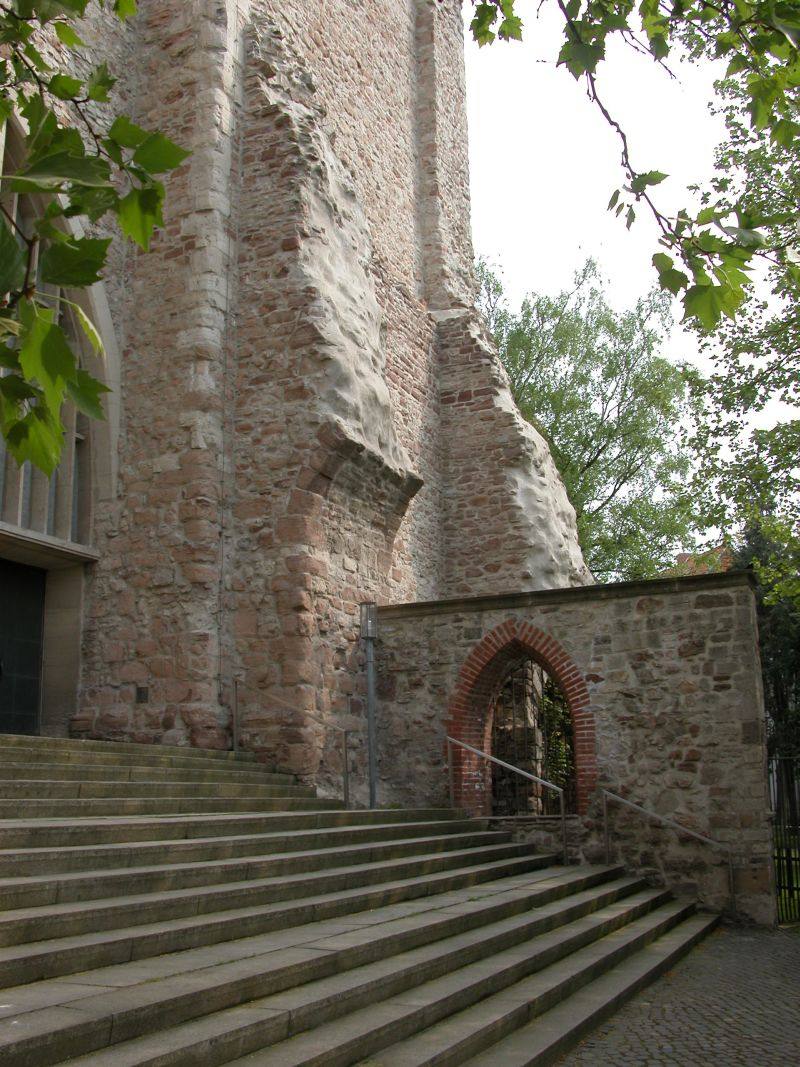
Westseite mit Turmresten

Die Aegidienkirche ist die katholische Hauptkirche in Braunschweig. Das Baudenkmal ist eine turmlose gotische Hallenkirche am ansteigenden Südrand der Innenstadt und wird auch Liebfrauenmünster St. Aegidien genannt. Wie ihr romanischer Vorgängerbau aus dem Jahr 1115, der 1278 niederbrannte, war sie Abteikirche des von Markgräfin Gertrud der Jüngeren von Braunschweig gestifteten Aegidienklosters (Langform: Benediktinerkloster St. Maria und St. Aegidius). Nach dessen Aufhebung evangelisch-lutherische Pfarrkirche und im 19. Jahrhundert als Ägidienhalle profan genutzt, ist die Aegidienkirche seit 1945 Pfarrkirche der Pfarrgemeinde St. Aegidien und gehört zum Dekanat Braunschweig des Bistums Hildesheim.

## Bau- und Nutzungsgeschichte

### Klosterkirche
Die Einrichtung des Klosters erfolgte durch Abt Heinrich von Bursfelde; erster Abt wurde nach 1117 Gozwin aus Ilsenburg. Im 12. Jahrhundert erlebte das Kloster eine Blütezeit, nicht zuletzt durch den durch die Gründerin initiierten Reliquienkult um den heiligen Auctor, der im Jahre 1200 zum Schutzpatron der Stadt Braunschweig erhoben wurde. Der mit dem Förderer des Klosters, Herzog Heinrich dem Löwen, befreundete Abt Heinrich I. wurde im Jahre 1173 zum Bischof von Lübeck ernannt, wo er das Tochterkloster St. Johannis gründete.
Auf den romanischen Gründungsbau folgte nach dem Brand im Jahre 1278 ein vollständiger Neubau im Stile französischer Kathedralgotik. Bis ungefähr 1320 waren Chor, Querhaus und zwei östliche Langhaus-Joche entstanden. Die beiden westlichen Langhausjoche waren um 1437 vollendet, die Gesamtweihe erfolgte 1478.

### Reformationszeit

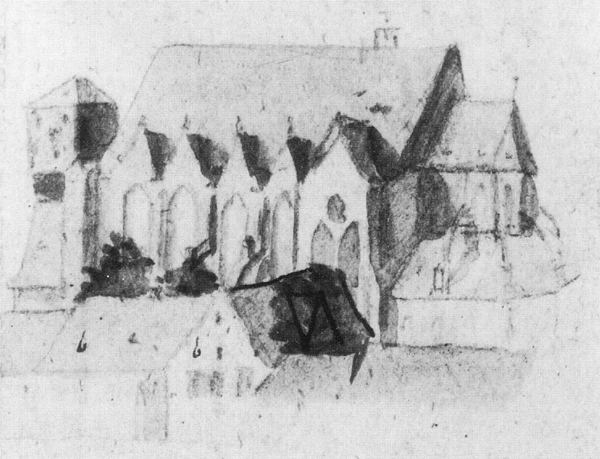
Zeichnung des Zustandes um 1730

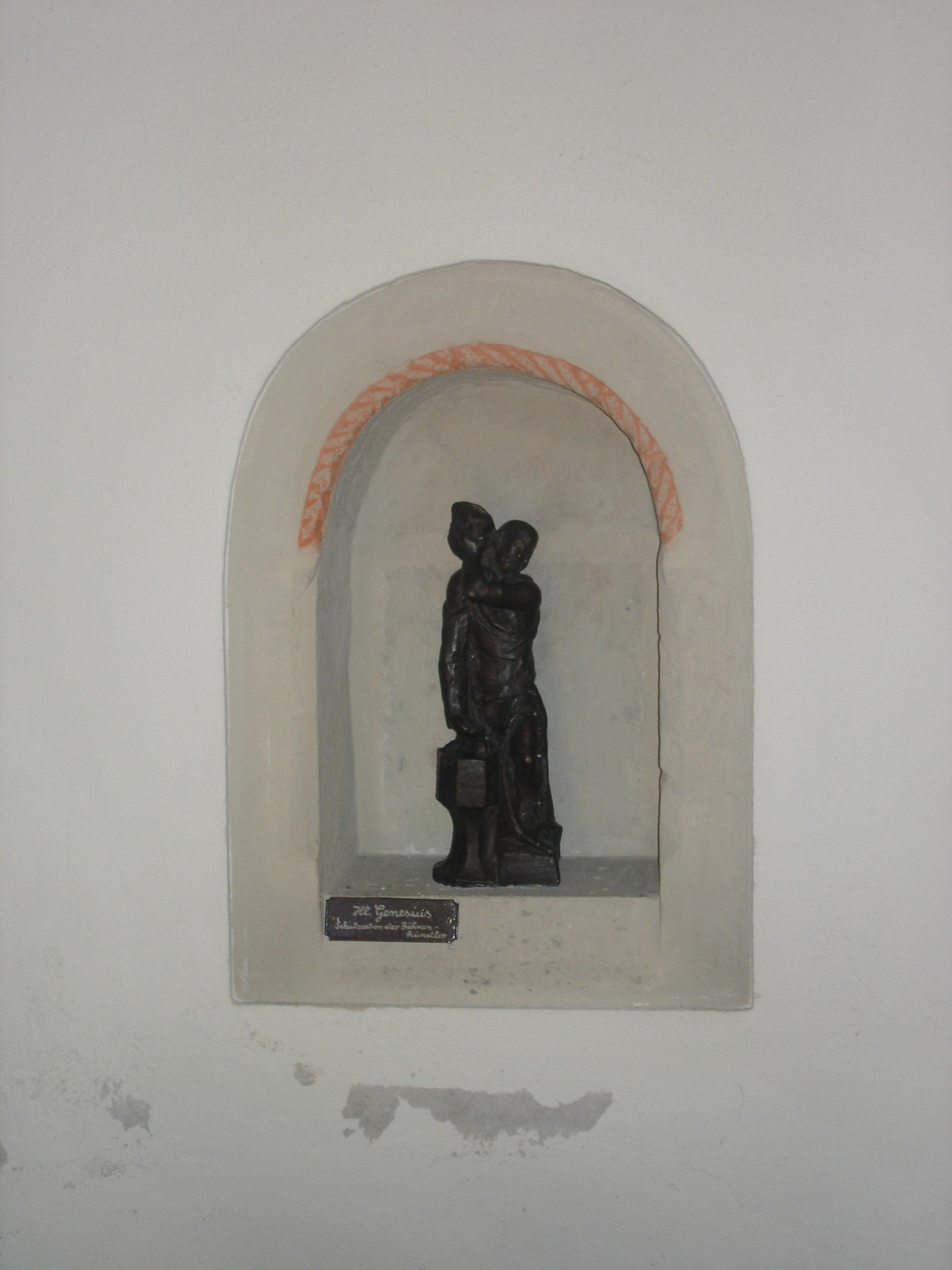
Reste des romanischen Vorgängerbaus an der Südwand des Langhauses; in der Nische Skulptur des hl. Genesius als Schutzpatron der Bühnenkünstler

Im Jahre 1528 schlossen sich – wie die Bürger Braunschweigs – auch die Mönche von St. Aegidien der Reformation an. Der Konvent wurde aufgelöst und die Klosterkirche als ev.-luth. Pfarrkirche für die Klosterfreiheit genutzt. Die Stadt übernahm 1542 die Verwaltung des Klosters, welches kurz darauf bis zum Jahre 1571 von Zisterzienserinnen des Klosters Heiligkreuz auf dem Braunschweiger Rennelberg bezogen wurde. 1546, als Katharina von Bora, die Witwe Martin Luthers, vor dem Schmalkaldischen Krieg aus Wittenberg floh, fand sie hier Zuflucht. Ab 1605 wurde das Kloster als evangelisches Frauenkonvent genutzt.
1717 wurde die Aegidienkirche im Stile des Barock ausgestattet. Die Einweihung als Garnisonkirche nahm am 29. September 1718 der Superintendent Christian Ludwig Ermisch vor. Im Jahre 1811 erfolgte die Aufhebung als Pfarrkirche, im Folgejahr wurde das Inventar samt Kirchenglocken versteigert. Infolge der Einrichtung eines Kreisgefängnisses in den ehemaligen Klostergebäuden im Jahre 1832 wurde der evangelische Aegidienkonvent in die Innenstadt (Kleine Burg) verlegt. Die Kirche selbst diente als Militärdepot und Magazin und seit 1836 als Konzertsaal. Im Jahre 1885 wurde das Gefängnis aufgrund des geringen Sicherheitsstandards auf den Rennelberg verlegt, wo in diesem Jahr das neue Kreisgefängnis Rennelberg eröffnet wurde.

### 20. Jahrhundert – Katholische Pfarrkirche
Ab 1902 wurden Kloster und Kirche als Ausstellungsraum des „Vaterländischen Museums für Braunschweigische Landesgeschichte“, des späteren Braunschweigischen Landesmuseums, genutzt. Noch heute befindet sich ein Teil des Museums im ehemaligen Benediktinerkloster. Während des Zweiten Weltkriegs wurden die Gebäude stark beschädigt.
Am 1. September 1945 wurde die Kirche St. Aegidien der katholischen St.-Nicolai-Gemeinde zur Nutzung überlassen, die ihre Kirche am 15. Oktober 1944 bei einem Bombenangriff verloren hatte. Am 12. Dezember 1948 fand der erste Gottesdienst seit 1811 und gleichzeitig der erste katholische Gottesdienst seit 1528 statt, und die Kirche wurde durch den Hildesheimer Bischof Joseph Godehard Machens wieder der kirchlichen Nutzung übergeben. Nach dem Erwerb der St.-Aegidien-Kirche durch die Diözese im Jahre 1958 erfolgte am 8. Dezember 1959 die Neuweihe als Münster zu Ehren der Unbefleckten Empfängnis durch Bischof Heinrich Maria Janssen. Umfangreiche Außen- und Innenrenovierungen fanden in den Jahren 1974 bis 1979 statt, wobei die durch die brunonische Markgräfin Gertrud die Jüngere von Braunschweig dort beigesetzten Reliquien des Stadtpatrons St. Auctor wieder aufgefunden wurden. Am 8. Dezember 1979 wurde durch Bischof Janssen ein neuer Altar geweiht. Seit dem 1. Januar 1980 trägt die Gemeinde St. Nicolai den Namen St. Aegidien.
Am 1. November 2006 kamen zur Pfarrgemeinde auch die Kirchen St. Christophorus (Rühme), St. Godehard (Zuckerberg), St. Joseph (Westliches Ringgebiet) und St. Laurentius (Nördliches Ringgebiet). Am 21. Februar 2009 wurde die St.-Godehard-Kirche profaniert.

## Baubeschreibung

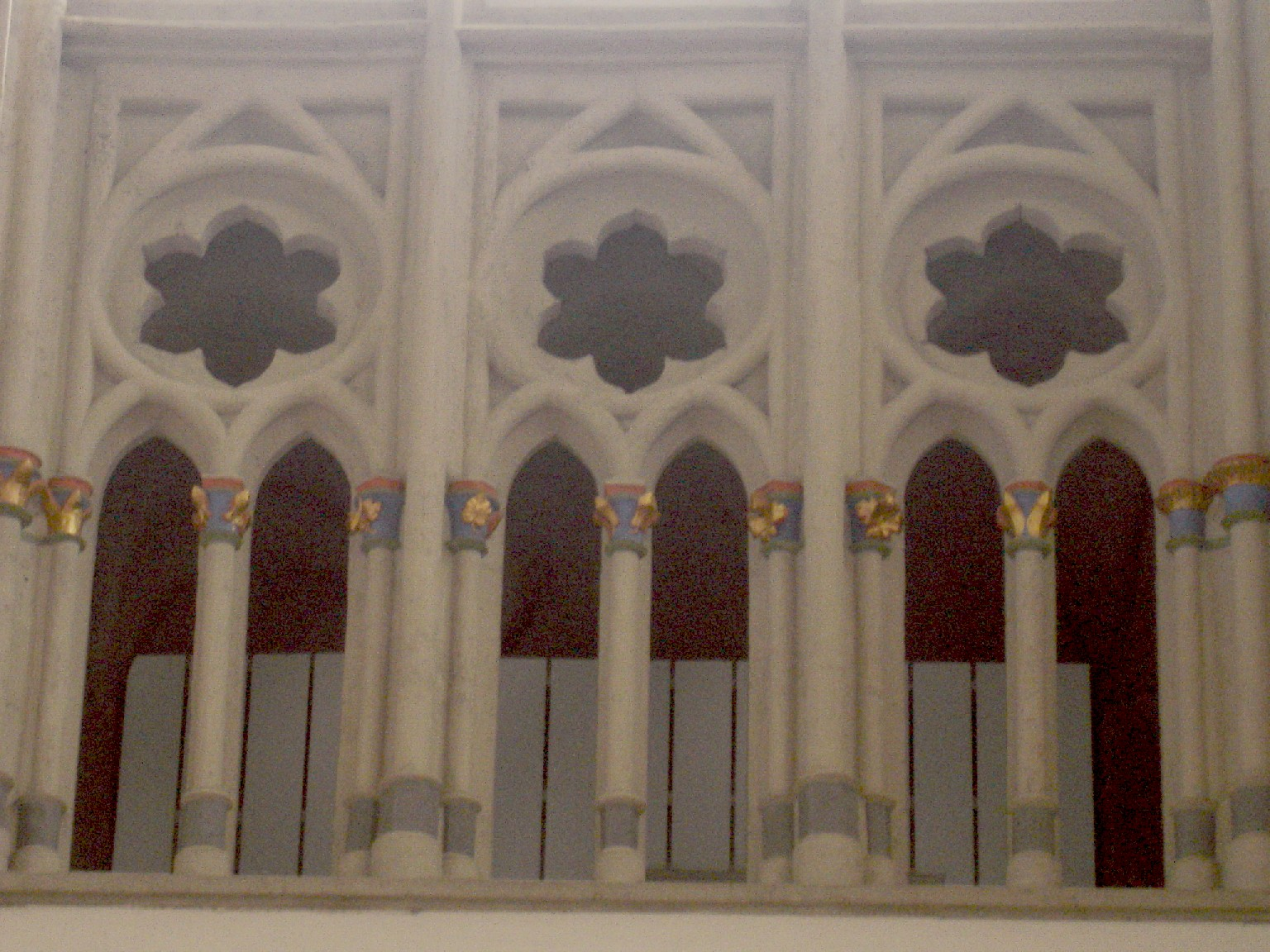
Innenansicht (Detail): Triforium über dem Chorumgang

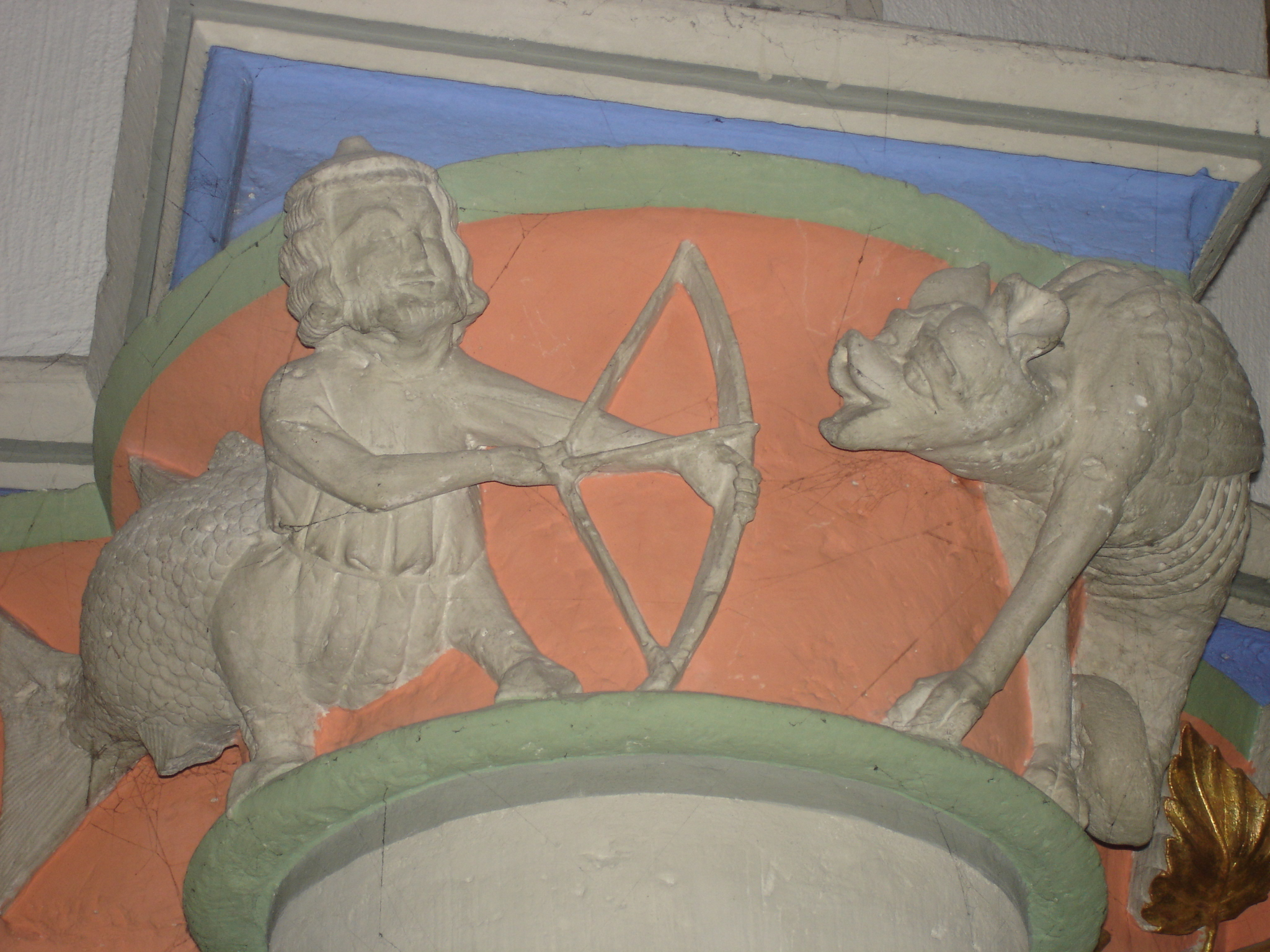
Dämonendarstellungen an den Gewandsäulen des Chorumgangs

### Außenbau
Die Aegidienkirche ist der einzige hochgotische Hallenkirchenbau Braunschweigs. Im ersten Bauabschnitt entstand der Chorraum mit Chorumgang, Gewandsäulen und Triforium. Außen leiten Strebepfeiler den Druck der Gewölbe auf die seitlichen Außenmauern ab. Im Chorumgang befinden sich Seitenkapellen. Die architektonische Konstruktion erlaubte, wie für die Gotik wesentlich, den Durchbruch überaus großflächiger Fenster im Langhaus. Teile des Kreuzgangs und des Refektoriums sind erhalten, teilweise noch vom romanischen Vorgängerbau. Das Baumaterial besteht aus Elmkalkstein und Braunschweiger Rogenstein, teilweise als Sichtmauerwerk, meist jedoch als Bruchsteinmauerwerk ausgeführt.
Auffallend ist, dass die Aegidienkirche keinen Glockenturm hat. Auf der Westseite waren eigentlich zwei Türme geplant und deren Fundamente schon vorbereitet. Der Grund dafür ist in der Bodenbeschaffenheit zu suchen. Während das Langhaus der Ägidienkirche auf einem festen Lehmsockel ruht, befindet sich an der Stelle der seinerzeit geplanten Türme ein ehemaliger Flussverlauf der Oker, mithin ehemals sumpfiger Boden. Dieser konnte einen massiven Turm nicht tragen. Versuche, die Türme aufzubauen, scheiterten immer wieder durch Einsturz. Die Türme wurden daher nie vollendet und ihre Ansätze deshalb 1817 endgültig abgerissen.

### Inneres

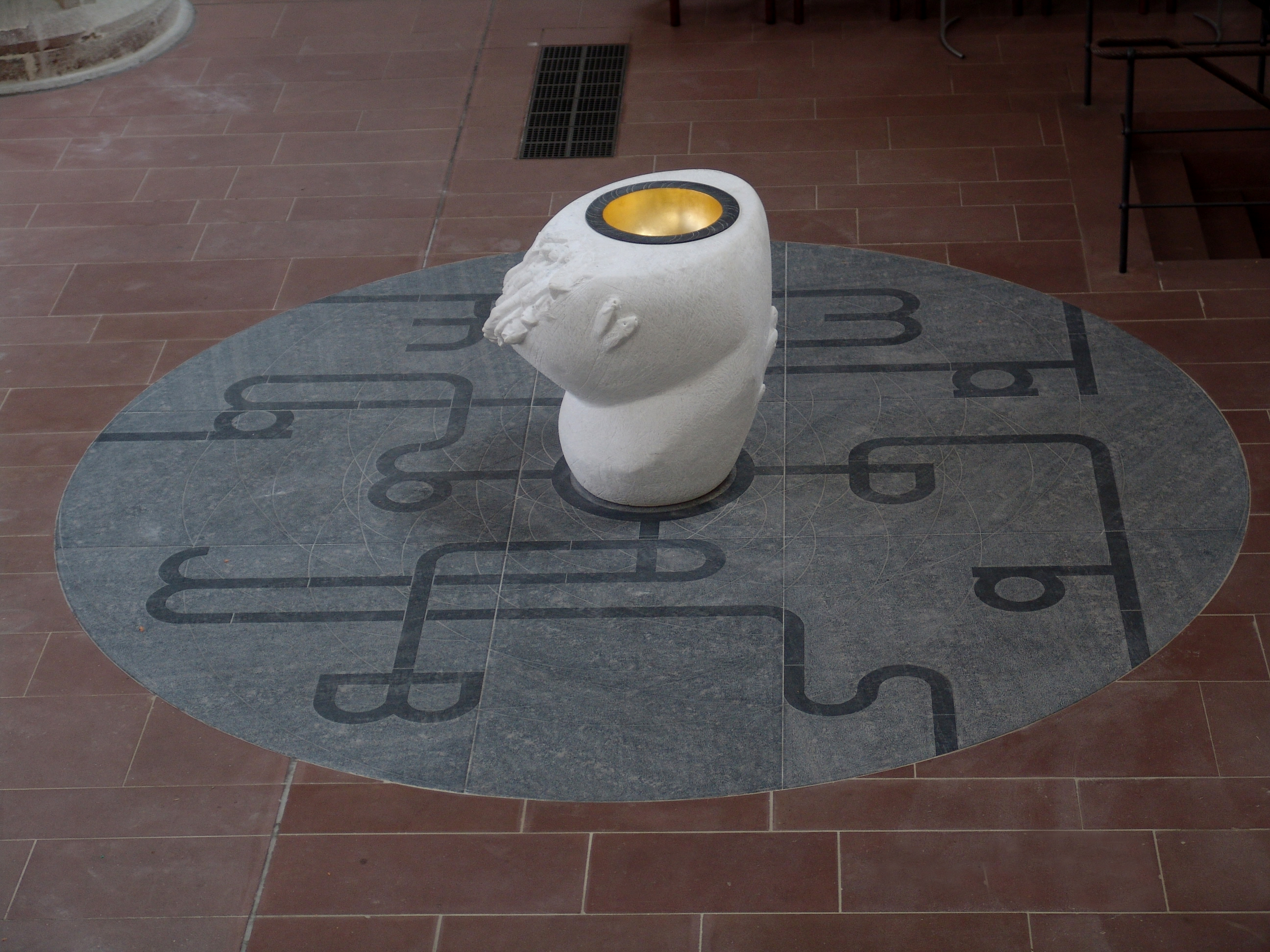
Taufbecken von Carl Constantin Weber aus dem Jahre 2008

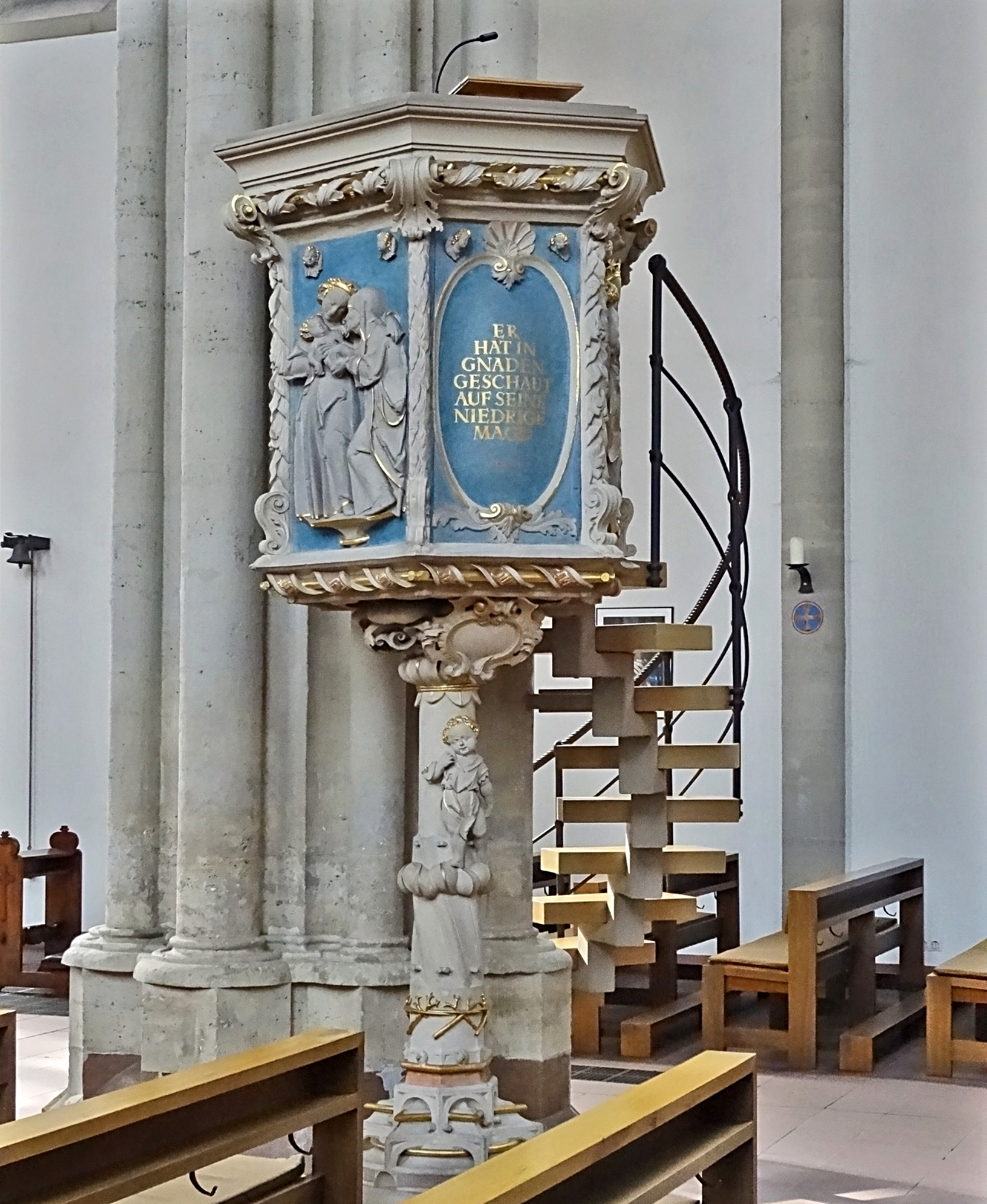
Spätgotische Kanzel von Hans Witten

Das Langhaus ist als Hallenkirche ausgeführt. An der Südwand sind Reste des romanischen Vorgängerbaus zu erkennen.
Besonders sehenswert sind heute noch im Chorumgang die mit Dämonendarstellungen und Blattornamenten verzierten Kapitelle der Gewandsäulen. Diese Darstellungen folgen noch romanischen Bildidealen, obwohl die architektonische Ausführung bereits gotisch ist. Der vollkommen unbeeinträchtigte Erhaltungszustand dieser Bildhauerarbeiten ist erstaunlich, wenn man bedenkt, dass die Kirche zwischendurch als Gefängnis genutzt wurde.
Die Aegidienkirche hatte baulich bedingt mit 11–13 Sekunden eine außergewöhnlich lange Nachhallzeit. Sie wurde in den 1990er Jahren durch den Einbau von schallabsorbierenden Wandverkleidungen vermindert.

#### Kanzel
In der Aegidienkirche fand anlässlich der Wiederverwendung als Kirche auch die von Hans Witten geschaffene spätgotische Kanzel aus dem Paulinerkloster Verwendung. Diese war bei dem 1712 begonnenen Umbau des Klosters zum fürstlichen Zeughaus in die Altarwand des Kreuzklosters auf dem Rennelberg eingebaut worden. Da sie 1944 ausgelagert worden war, blieb sie als einziges Stück des Innenausbaus der Kreuzklosterkirche im Zweiten Weltkrieg unversehrt.

#### Taufstein
Im März 2008 wurde der Wunsch nach einem festen Taufplatz erfüllt. Das von Carl Constantin Weber geschaffene Taufbecken aus portugiesischem Marmor wurde vom Generalvikar des Bistums Hildesheim, Werner Schreer, feierlich geweiht.
Das Becken symbolisiert ein prall gefülltes Fischernetz. Fische drängen an verschiedenen Stellen aus dem Netz. Der Künstler nimmt damit Bezug auf eine Bibelstelle im Neuen Testament, in der Jesus seine Apostel Petrus, Andreas, Jakobus und Johannes zu Menschenfischern beruft. Der Boden des Taufbereichs wurde ebenfalls von Weber gestaltet. Hier symbolisieren grafische Linien das Wasser und eingearbeitete Bänder die Namen der Apostel. Im Kontrast zum übrigen Bodenbelag aus rotem Sandstein wurde dafür dunkelgrauer Theumaer Schiefer verwendet.

#### Auctor-Kapelle
Die St.-Auctor-Grabkapelle im Chorscheitel der Kirche ist mit modernen Inschriften sowie einer Grabplatte von 1710 ausgestaltet, die Herzog Anton Ulrich anfertigen ließ.

#### Orgel
In der Aegidienkirche steht eine Orgel der Bonner Firma Johannes Klais aus dem Jahr 1965. Das Schleifladen-Instrument hat 45 Register auf drei Manualen und Pedal. Die Spieltrakturen sind mechanisch, die Registertrakturen elektrisch. Eine Besonderheit ist die Trompeta magna im Hauptwerk, die als Horizontalregister in den Kirchenraum abstrahlt.
| I Hauptwerk C–g3 |                |     |
| 1.               | Praestant      | 16′ |
| 2.               | Principal      | 8′  |
| 3.               | Rohrflöte      | 8′  |
| 4.               | Octav          | 4′  |
| 5.               | Holztraverse   | 4′  |
| 6.               | Superoctav     | 2′  |
| 7.               | Cornett V      | 8′  |
| 8.               | Mixtur V       |     |
| 9.               | Cymbel III     |     |
| 10.              | Trompeta magna | 16′ |
| 11.              | Trompete       | 8′  |
|                  |                |     |

| II Positiv C–g3 |             |        |
| 12.             | Praestant   | 8′     |
| 13.             | Holzgedackt | 8′     |
| 14.             | Quintade    | 8′     |
| 15.             | Principal   | 4′     |
| 16.             | Gemshorn    | 4′     |
| 17.             | Rohrnasard  | 2 ⁄3′  |
| 18.             | Waldflöte   | 2′     |
| 19.             | Terz        | 1 3⁄5′ |
| 20.             | Octav       | 1′     |
| 21.             | Scharff IV  |        |
| 22.             | Krummhorn   | 8′     |
|                 | Tremolo     |        |

| III Schwellwerk C–g3 |                |       |
| 23.                  | Pommer         | 16′   |
| 24.                  | Holzprincipal  | 8′    |
| 25.                  | Viola di Gamba | 8′    |
| 26.                  | Principal      | 4′    |
| 27.                  | Spillflöte     | 4′    |
| 28.                  | Octave         | 2′    |
| 29.                  | Sifflöte       | 1 ⁄3′ |
| 30.                  | Acuta V        |       |
| 31.                  | Nonencymbel IV |       |
| 32.                  | Basson         | 16′   |
| 33.                  | Hautbois       | 8′    |
| 34.                  | Clairon        | 4'    |
|                      | Tremolo        |       |

| Pedal C–f1 |               |     |
| 35.        | Praestantbass | 16′ |
| 36.        | Subbass       | 16′ |
| 37.        | Principal     | 8′  |
| 38.        | Bartpfeife    | 8′  |
| 39.        | Holzoctav     | 4′  |
| 40.        | Nachthorn     | 2′  |
| 41.        | Hintersatz V  |     |
| 42.        | Fagott        | 32′ |
| 43.        | Posaune       | 16′ |
| 44.        | Trompete      | 8′  |
| 45.        | Zink          | 4′  |

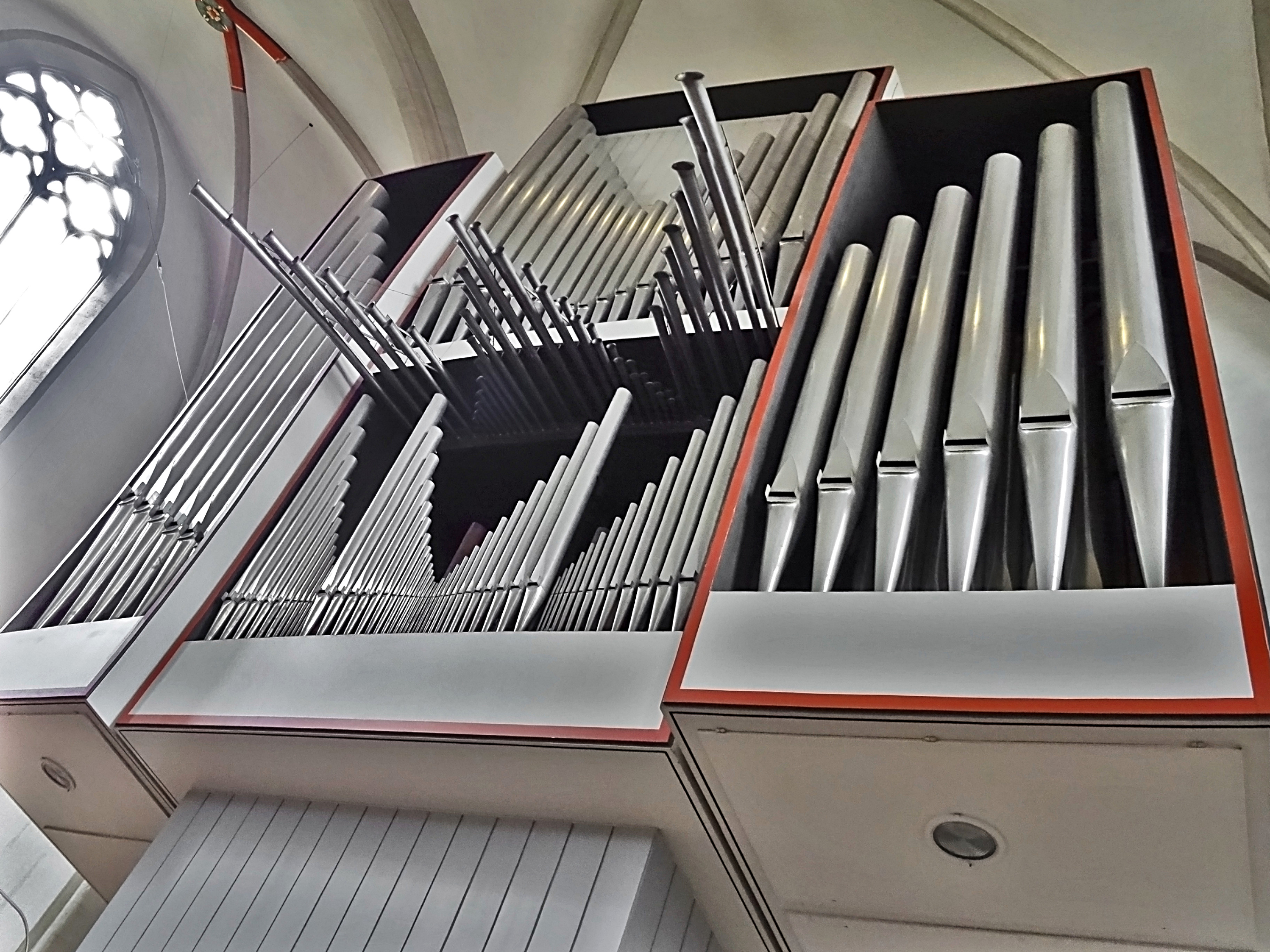
Klais-Orgel mit Trompeta magna

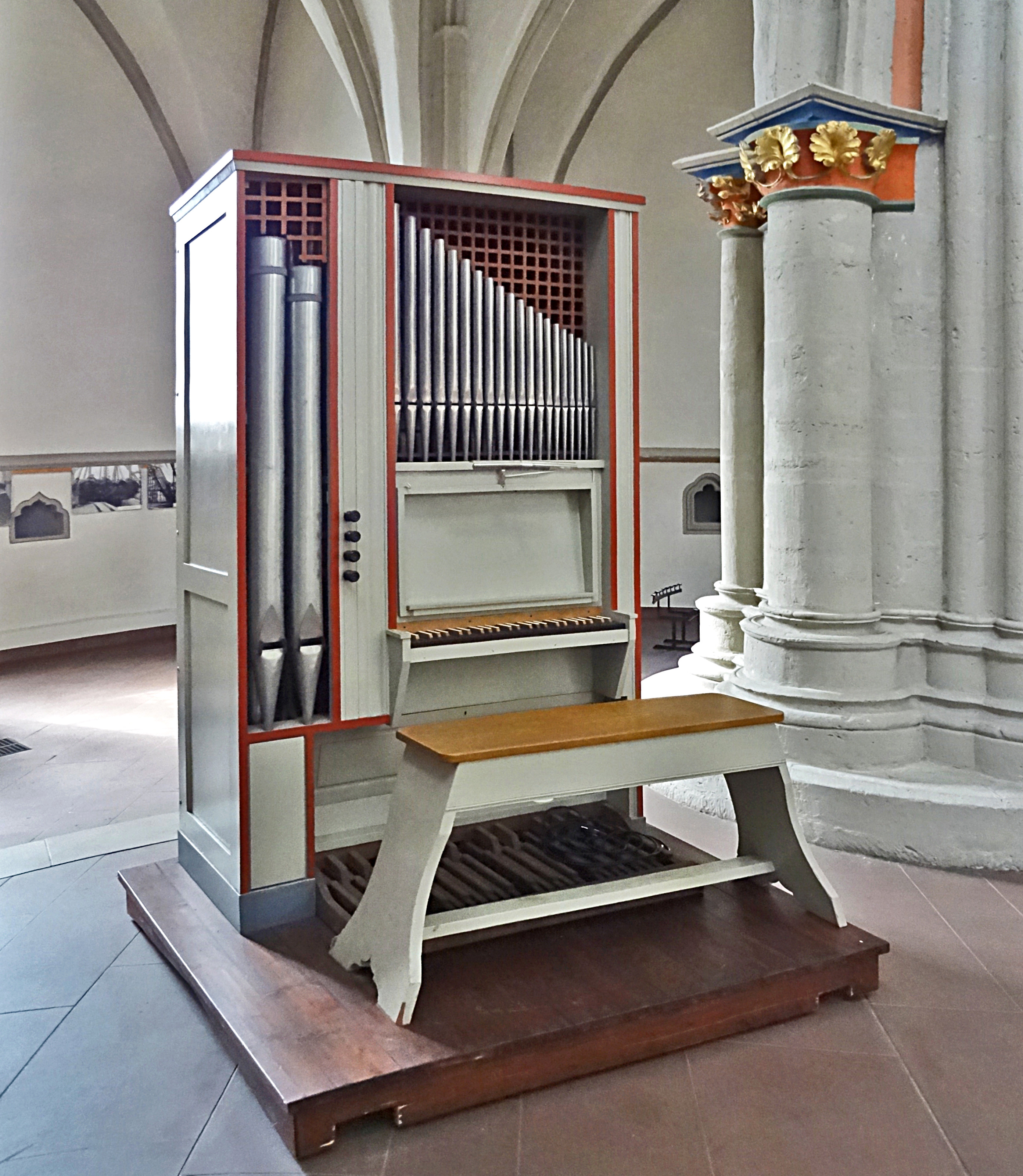
Chor-Orgel von Herbert Kruse

- Koppeln: II/I, III/I, III/II, I/P, II/P, II/P

## Weitere katholische Einrichtungen in der Gemeinde St. Aegidien
- Katholische öffentliche Bücherei (KÖB) St. Aegidien (Spohrplatz 9)
- Caritas-Kindertagesstätte St. Nikolaus (Böcklerstraße 230)[3]
- Heim des katholischen Studierendenvereins Cheruscia (seit 2021 in der Helmstedter Straße)[4]
- Caritas-Seniorenwohnanlage St. Hedwig mit Hauskapelle (Böcklerstraße 232, 1992 eröffnet)[5]
- Friedhof mit Auferstehungskapelle (Helmstedter Straße 54)[6]

Das St.-Vinzenz-Krankenhaus in der Bismarckstraße 10 wurde Ende 2016 aus wirtschaftlichen Gründen geschlossen. Träger war die Kongregation der Barmherzigen Schwestern vom hl. Vinzenz von Paul in Hildesheim. In der Hauskapelle des Krankenhauses fanden seitens der Pfarrei St. Aegidien regelmäßig Heilige Messen statt, letztmals am 27. Dezember 2016.